# باغ عمارت
باغ عمارت مربوط به دوره صفوی است و در بافق، منطقه پشت فرمانداری واقع شده و این اثر در تاریخ ۱۶ دی ۱۳۸۷ با شمارهٔ ثبت ۲۴۴۲۲ به‌عنوان یکی از آثار ملی ایران به ثبت رسیده است.